# Une histoire musicale
Pour plus de détails, voir Fiche technique et Distribution.
Une histoire musicale (Музыкальная история, Muzykalnaya istoriya) est un film soviétique réalisé par Aleksandr Ivanovski et Herbert Rappaport, sorti en 1940,.

## Fiche technique
- Titre original : Музыкальная история (Muzykalnaya istoriya)
- Réalisateur : Aleksandr Ivanovski et Herbert Rappaport
- Photographie : Arkadi Kaltsatyy
- Musique : Dmitri Astradantsev
- Décors : Sergeï Mandel, Marian Bykhovskaia, Viktor Childknekht
- Montage : N. Razumova, Elena Mironova
- Dates de sortie : 
  - URSS : 24 octobre 1940
  - USA : 10 octobre 1941
  - France : 18 août 1948[3].

## Distribution
- Zoïa Fiodorova
- Sergueï Lemechev

## Critique
Cette comédie musicale mettant en valeur le ténor Sergueï Lemechev rivalise sans peine avec les comédies musicales américaines de l'époque.